# 케빈 돕슨

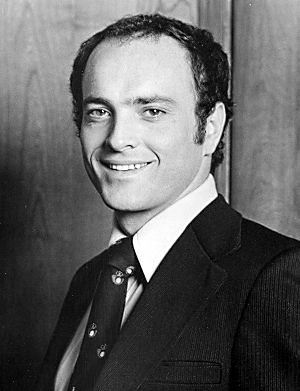

케빈 돕슨(Kevin Dobson, 1943년 3월 18일 ~ 2020년 9월 6일)은 미국의 배우, 영화 감독이다.
1943년 뉴욕 퀸즈 잭슨하이츠에서 태어났으며, 2020년 9월 6일 심장마비로 사망하였다.

## 출연 작품
- 강력 범죄 (2013, Dark Power)
- 1408 (2007)
- 크래쉬 랜딩 (2005년)
- 리스트레이닝 오더 (1999년)
- 불륜의 카프리스 (1992년)
- 앵커우먼의 실종 (1989년)
- 욕망의 최후 (1984년)
- 꿈꾸는 야생마 (1981년)
- 사랑의 심판 (1980년)
- 미드웨이 (1976년)

### 텔레비전
- 원 라이프 투 리브 (1968)
- 아이언사이드 (1972)
- 코작 (1973-78)
- Knots Landing (1982-93)
- 천사의 손길 (1994)
- F/X: The Series (1996-97)
- 더 볼드 앤 더 뷰티풀 (2006-07)
- 우리 생애 나날들 (2008)
- 콜드 케이스 (2008)
- CSI: 과학수사대 (2012)
- 하와이 파이브-0 (2012)
- 성질 죽이기 (2014)